# Антоновский сельский совет (Скадовский район)
Антоновский сельский совет (укр. Антонівська сільська рада) — входит в состав
Скадовского района
Херсонской области
Украины.
Административный центр сельского совета находится в 
пос. Антоновка
.

## Населённые пункты совета
- пос. Антоновка
- пос. Озёрное